# A Polish Kaleidoscope 3
A Polish Kaleidoscope 3: Dance Music for 4 Hands (Moniuszko, Friedman, Moszkowski, Noskowski, Żeleński) – trzeci album z serii «Polskiego Kalejdoskopu» polskich pianistek Ravel Piano DUO (Agnieszka Kozło, Katarzyna Ewa Sokołowska), wydany 28 listopada 2019 przez Dux Recording Producers (nr kat DUX 1590). Zawiera miniatury taneczne polskich kompozytorów przełomu wieków XIX i XX (Stanisław Moniuszko, Ignacy Friedman, Maurycy Moszkowski, Zygmunt Noskowski, Władysław Żeleński). 

## Lista utworów

### Stanisław Moniuszko- Polonez D-dur (ok. 1863)
- 1. Polonez D-dur (ok. 1863) [5:27]

### Stanisław Moniuszko - Kontredanse
- 2. I F-dur [1:07]
- 3. II F-dur [0:49]
- 4. III A-dur [1:08]
- 5. IV C-dur [0:58]
- 6. V g-moll [2:21]
- 7. VI D-dur [1:57]

### Władysław Żeleński- Mazur op. 37 (ok. 1880)
- 8. Mazur op. 37 (ok. 1880) [6:02]

### Ignacy Friedman- 5 Walców op. 51 (1912)
- 9. I Es-dur. Allegretto comodo [0:47]
- 10. II G-dur. Sciolto [1:40]
- 11. III A-dur. Grazioso, non troppo vivo [0:49]
- 12. IV c-moll. Quasi andante [1:40]
- 13. V D-dur. Vivo e ben marcato [0:54]

### Zygmunt Noskowski- Mazury op. 38 (ok. 1890)
- 14. I fis-moll. Poco allegro [3:39]
- 15. II D-dur. Allegretto moderato [2:06]
- 6. III g-moll. Poco allegro [3:25]
- 17. IV Es-dur. Allegro non troppo [3:01]
- 18. V a-moll. Poco moderato e cantabile [3:53]
- 19. VI F-dur. Allegro animato [2:50]

### Moritz Moszkowski- Cortege et Gavotte op. 43 (1887)
- 20. I Cortege. Allegro ma non troppo [4:27]
- 21. II Gavotte. Moderato[4:11]

### Moritz Moszkowski - Album Espagnol op. 21 (1879)
- 22. I Allegro moderato [2:48]
- 23. II Vivace assai [2:20]
- 24. III Con moto [3:57]
- 25. IV Moderato e grazioso [3:49]